# Yoon Ji-min
 Yoon Ji-min (en hangul, 윤지민; nacida el 12 de septiembre de 1977) es una actriz y modelo surcoreana.

## Vida personal
Yoon Ji-min se casó el 13 de julio de 2013 con el actor Kwon Min. Se habían conocido en 2011, durante las representaciones del musical Proposal (basado en Petición de mano de Antón Chéjov), en el que trabajaron juntos. El 20 de diciembre de 2014 nació una hija del matrimonio.

## Filmografía

### Películas
| Año  | Título             | Hangul              | Papel   | Notas | Ref.  |
| ---- | ------------------ | ------------------- | ------- | ----- | ----- |
| 2006 | Monopoly           | 모노폴리            | Elly    |       | [ 3 ] |
| 2007 | The Worst Guy Ever | 내 생애 최악의 남자 | Mi-yun  |       | [ 4 ] |
| 2011 | Chilling Romance   | 오싹한 연애         | Sun-woo |       | [ 5 ] |

### Series de televisión
| Año     | Título                                 | Papel                      | Canal        | Notas               | Ref.          |
| ------- | -------------------------------------- | -------------------------- | ------------ | ------------------- | ------------- |
| 2006    | Invincible Parachute Agent             | Alice Jean / Jung Yoon-hee | SBS          |                     | [ 6 ]         |
| 2007    | H.I.T                                  | Jung In-hee                | MBC          |                     | [ 6 ]         |
| 2007    | Finding Love                           | Kim Yoon-seo               | MBC          | Drama especial      | [ 7 ]         |
| 2008    | Lottery Trio                           | Baek Hye-mi                | KBS1         |                     | [ 8 ]         |
| 2009    | Two Wives                              | Oh Hye-ran                 | SBS          |                     | [ 9 ]         |
| 2010    | The Slave Hunters                      | Yoon-ji                    | KBS2         |                     | [ 10 ]        |
| 2010    | Kiss and The City                      | Yoon Ji-min                | SBS Plus     |                     | [ 11 ]        |
| 2011    | Paradise Ranch                         | Ji Mil-hye                 | SBS          | Desde el cap. 7     | [ 12 ]        |
| 2011    | Warrior Baek Dong-soo                  | Ji / Ga-Ok                 | SBS          |                     | [ 5 ] [ 13 ]  |
| 2012    | Síndrome                               | Kim Yi-joon                | JTBC         |                     | [ 14 ]        |
| 2012    | I Need a Fairy                         | Ma Tae-hee                 | KBS2         |                     | [ 14 ] [ 15 ] |
| 2012-13 | I Love You                             | Yang Soo-bin               | SBS          |                     | [ 16 ]        |
| 2013    | Wonderful Mama                         | Han Se-ah                  | SBS          | Cameo               | [ 17 ]        |
| 2013    | Your Neighbor's Wife                   | Kim Ji-young               | JTBC         |                     | [ 18 ]        |
| 2014    | Noble Woman                            | Yoo Hwa-young              | JTBC         |                     | [ 19 ]        |
| 2016    | Woman with a Suitcase                  | Jo Ye-ryung                | MBC          |                     | [ 20 ]        |
| 2017    | Voice                                  | Jang Gyu-ah                | OCN          | Temporada 1, cap. 6 | [ 21 ]        |
| 2017    | Dream Change Laundromat                | Fei                        | Naver TV     | Serie web           | [ 22 ]        |
| 2017    | Revive Hope, Mister Go Yong            | Inspectora de trabajo      | Naver TV     | Serie web           | [ 23 ]        |
| 2017-18 | Oh, the Mysterious                     |                            | SBS          | Aparición especial  | [ 24 ]        |
| 2018    | Partners for Justice                   | Lee Hye-sung               | MBC          |                     | [ 25 ]        |
| 2019    | Joseon Survival Period                 | Jeong Nan-jeong            | TV Chosun    |                     | [ 26 ]        |
| 2019-20 | Aterrizaje de emergencia en tu corazón | Go Sang-ah                 | tvN          |                     | [ 27 ]        |
| 2022    | Boys Flight                            | Park In-sun                | KT Seezn     | Serie web           | [ 28 ]        |
| 2022    | Anna                                   | Yoon So-young              | Coupang Play | Serie web           | [ 29 ]        |

### Musicales
| Año  | Título   | Hangul | Papel         | Notas                                                | Ref.  |
| ---- | -------- | ------ | ------------- | ---------------------------------------------------- | ----- |
| 2011 | Proposal | 청혼   | Ahn Sang-nyeo | Yundang Art Hall, Gangnam-gu, Seúl, 11-03/30-04 2011 | [ 5 ] |